# Цзян Їхуа
Цзян Їхуа (кит.: 江宜樺; піньїнь: Jiāng Yíhuà; нар. 18 листопада 1960) — китайський політик, голова Виконавчого Юаня Республіки Китай у 2013—2014 роках.

## Кар'єра
Здобув політологічну освіту, закінчивши Національний тайванський Університет і Єльський університет. Працював професором політології в тому ж Національному тайванському Університеті.
Восени 2009 року отримав міністерський портфель у кабінеті У Дуньї, а в лютому 2012 року став першим віце-прем'єром в уряді Чень Чуна. За рік він очолив Виконавчий Юань. Вже у грудні наступного року вийшов у відставку.